# Cunina vitrea
Cunina vitrea is een hydroïdpoliep uit de familie Cuninidae. De poliep komt uit het geslacht Cunina. Cunina vitrea werd in 1856 voor het eerst wetenschappelijk beschreven door Gegenbaur. 